# Muhammad Jamal Khalifa
Muhammad Jamāl Khalīfa (in arabo محمد جمال خليفه‎?, alias Abū Barra; Gedda, 1º febbraio 1957 – Madagascar, 31 gennaio 2007) è stato un imprenditore saudita, marito di una delle sorelle di Osama bin Laden.

## Premesse
La prima occasione di conoscenza che le autorità degli Stati Uniti ebbero di Muhammad Jamāl Khalīfa fu nel 1992, quando il nome di Abū Barra (che sarà poi attribuito a lui) apparve su un manuale che dava le istruzioni per fabbricarsi da soli una bomba, portato con sé da Ahmed Ajaj, che era entrato negli USA con un passaporto falso.
Khalifa aveva iniziato ad operare con la "Benevolence International Corporation" nelle Filippine nel 1988, apparentemente per reclutare combattenti per condurre la guerra ai Sovietici in Afghanistan. La "Benevolence International Corporation" affermava peraltro di essere una compagnia dedita all'import-export. Nel 1992, quel gruppo smise ufficialmente di condurre le sue attività mentre un altro gruppo, la "Islamic Benevolence Committee" prese la denominazione di "Benevolence International Foundation".
Khalīfa guidava l'"International Relations and Information Centre", il cui denaro fu distratto attraverso il conto corrente bancario di ʿOmar Abū ʿOmar, un impiegato del Centro, per essere accreditato su un conto sotto il nome di Adam Salih, un alias di Ramzi Yusuf. Khalifa dette vita a numerosi altri gruppi, incluse le "Khalifa Trading Industries", che gli investigatori statunitensi assodarono fossero un'organizzazione di facciata.
Khalīfa fu arrestato in Arabia Saudita poco dopo gli Attentati dell'11 settembre 2001, ma fu rilasciato senza che gli fosse contestata alcuna imputazione. Più tardi, in quello stesso anno, egli condannò pubblicamente Osama Bin Laden e ufficialmente prese le distanze da al-Qāʿida.
Il 31 gennaio 2007 Muhammad Jamāl Khalīfa fu assassinato in Madagascar, allorché una banda di 25-30 uomini armati attaccò la sua abitazione.

## Altri dettagli
Si dice che Muhammad Jamāl Khalīfa si sia addestrato con il cognato Osama Bin Laden nei campi dei mujahidin in Afghanistan durante l'invasione sovietica dell'Afghanistan. Sue carte di credito furono rinvenute nell'appartamento di Ramzi Yusuf a Jersey City (New Jersey). Ne furono trovate altre, sempre nell'abitazione di Ramzi Yusuf, a Manila.
Muhammad Jamāl Khalīfa era il direttore regionale per le Filippine dell'"International Islamic Relief Organization".
Il 1º dicembre 1994, Muhammad Jamāl Khalīfa incontrò negli Stati Uniti Mohamed Loay Bayazid, presidente della "Benevolence International Foundation". Muhammad Jamal Khalifa e Bayazid furono arrestati il 4 dicembre 1994 a Mountain View (California) con l'imputazione di essere collegati all'Attentato al Trade Center del 1993. Muhammad Jamāl Khalīfa aveva pianificato di prendere un aereo per le Filippine.

## Morte
Il 31 gennaio 2007, Muhammad Jamāl Khalīfa fu ucciso da 25 o 30 uomini armati mentre visitava una miniera di pietre preziose che possedeva a Sakamilko, presso Sakaraha, nel meridione del Madagascar.